# Curtis Borchardt
Pour les articles homonymes, voir Borchardt.
Curtis Alan Borchardt, né le 13 septembre 1980 à Buffalo (New York) est un joueur américain de basket-ball de 2,13 m jouant au poste de Pivot.

## Biographie
Formé au Cardinal de l'université Stanford, où joue également son épouse Susan King Borchardt (en), joueuse WNBA aux Lynx du Minnesota. Il est distingué All-American durant son année junior en 2002.
Dix-huitième choix de la Draft 2002 de la NBA par le Magic d'Orlando, il est aussitôt transféré au Jazz de l'Utah. Blessé, il ne fait ses débuts qu'un an plus tard. Il est ensuite transféré aux Celtics de Boston dans le cadre du plus grand mouvement (13 joueurs et 5 équipes impliqués) le 2 août 2005.
Bien qu'actif durant la présaison, il n'est pas retenu dans l'effectif et part en Liga ACB au club de Granada à partir de décembre 2005.
À l'été 2009, Borchardt, meilleur rebondeur de la Liga ACB rejoint le club français de l'ASVEL pour sa première expérience en Euroligue.